# Calgary Transit

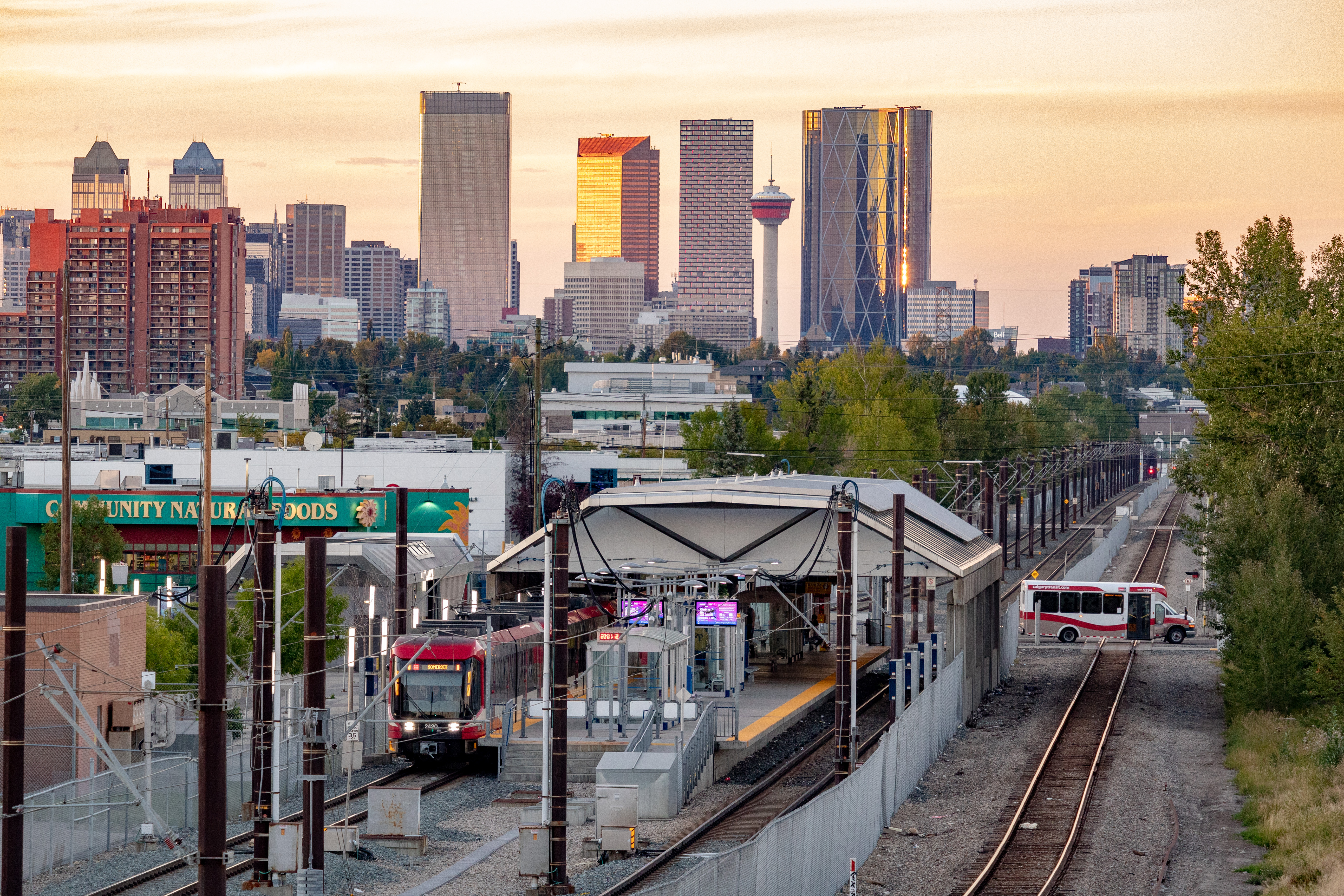
Tram en bus van Calgary Transit

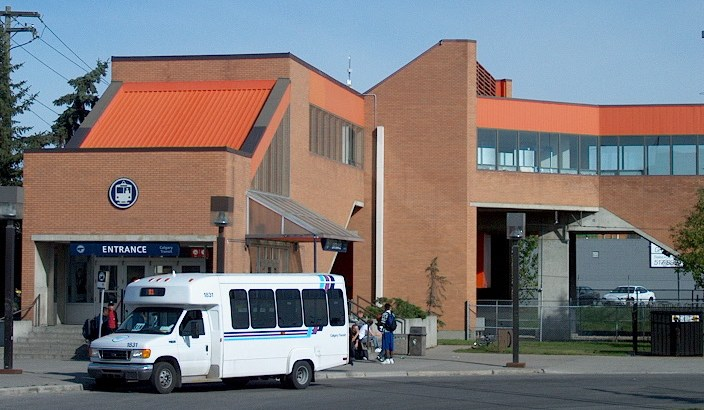
Shuttlebus van Calgary Transit

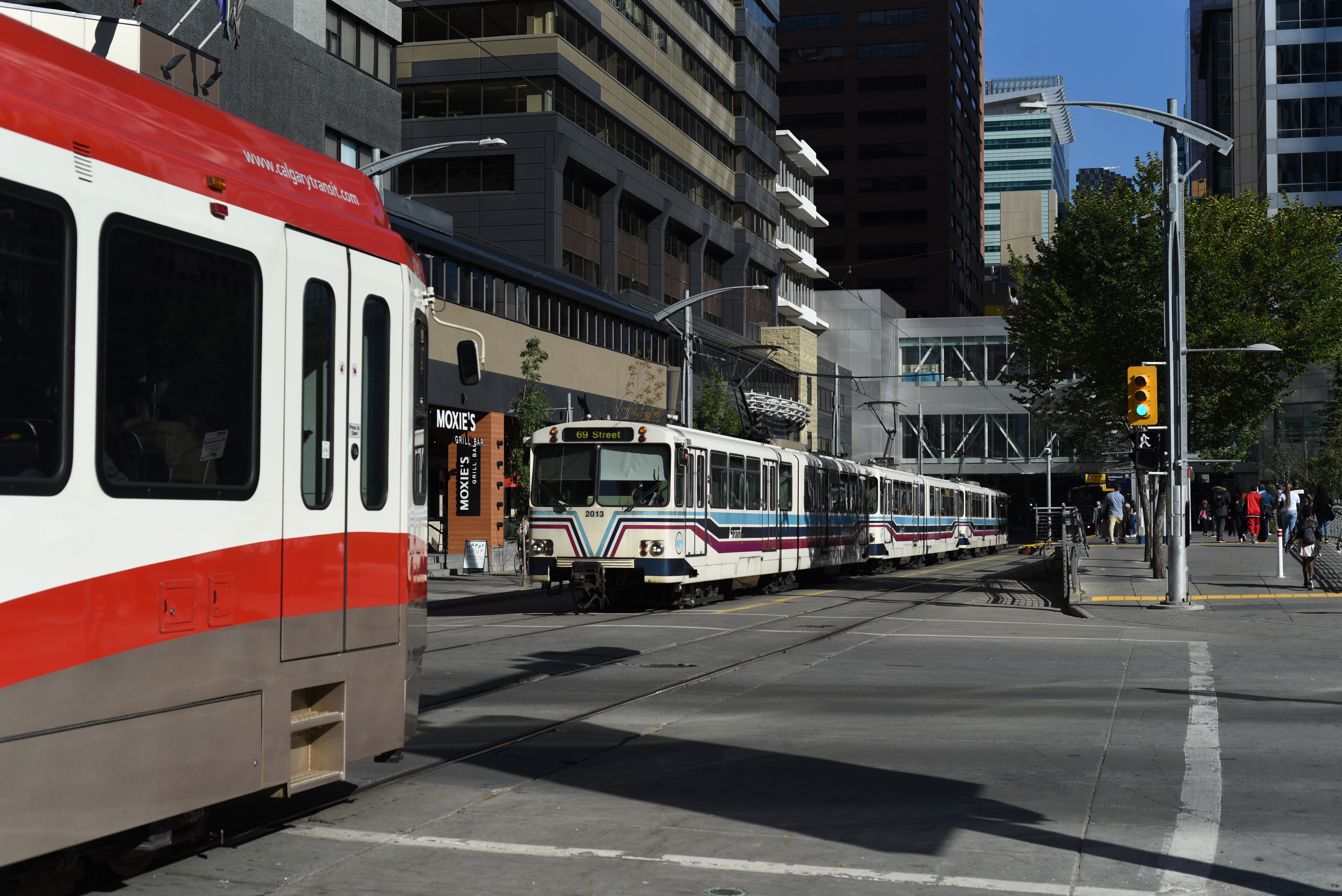
Calgary Transit verzorgt een sneltramnetwerk bestaande uit 2 lijnen

Calgary Transit is het openbaarvervoerbedrijf dat in de Canadese stad Calgary buslijnen en een sneltramnetwerk (de C-Train) beheert.
In 2006 vervoerde Calgary Transit ongeveer 130 miljoen passagiers verdeeld over 160 buslijnen en 2 sneltramlijnen. Lokale buslijnen ontsluiten de buitenwijken en verbinden die met de hoofdbuslijnen en de C-Train. De lokale buslijnen worden met kleinere shuttlebussen uitgevoerd.

## Geschiedenis
In 1909 begon de Calgary Municipal Railway met het exploiteren van 12 tramlijnen en vanaf 1946 werden er bussen ingevoerd. In 1970 kreeg het bedrijf zijn huidige naam. 

### Busnet
Aanvankelijk kende Calgary Transit een systeem waarbij bushaltes via een kleurencode van elkaar werden onderscheiden. Blauwe lijnen waren routes die overdag een gelimiteerde service naar de buitenwijken verzorgde terwijl rode lijnen expressroutes waren die alleen tijdens spitsuren reden. De overige lijnen waren wit gekleurd en opereerde de gehele dag.

### Tramnet
In 1981 introduceerde Calgary Transit de C-Train, een sneltramnetwerk. De eerste C-Train treinen reden vanaf de zuidelijke buitenwijken van Calgary naar het stadscentrum. In 1985 kwam daar een lijn die het centrum met het noordoosten van de stad verbond. Vanaf 1990 werd het netwerk langzaam verder uitgebreid en in de eerste decennia van de 21e eeuw staan er verdere uitbreidingen op het programma. Hierop anticiperend introduceerde Calgary Transit in 2004 een expressbuslijn die de toekomstige sneltramroute volgt.